# نائویا ماکوتو
نائویا ماکوتو (انگلیسی: Naoya Makoto؛ زادهٔ ۲۵ ژوئن ۱۹۴۸) بازیگر اهل ژاپن است.